# Carex schweinitzii
Carex schweinitzii là một loài thực vật có hoa trong họ Cói. Loài này được Dewey ex Schwein. mô tả khoa học đầu tiên năm 1824.